# Maartje Nevejan
Maria Henriëtte Hermine (Maartje) Nevejan (Utrecht,  18 juni 1959) is een Nederlands filmregisseur, vooral bekend van multimediaproducties zoals 14 en 1 staties, Couscous & Cola, Het Nationale Canta Ballet,  Ik ben er even niet, en Descending the Mountain. In 2008 werd zij genomineerd voor een Emmy Award.

## Leven en werk
Nevejan is een dochter van psychiater en gezinstherapeuten Marc Nevejan en Ineke Nevejan-Broekhoven en een zus van Caroline Nevejan. Zij studeerde acteren bij Stella Adler in New York en bij het gezelschap Peter Brook in Rome in de jaren '80. In 1987 studeerde ze af aan de Amsterdamse Toneelschool & Kleinkunstacademie.
Ze trad tien jaar op in het theater, voor Art & Pro voor Frans Strijards (Handke, Strijards, Tsjechov) en in verschillende andere theatergroepen en tv-producties. Van 1991 tot 1997 had ze haar eigen groep "De Akteurs". Sinds 1997 werkt ze als regisseur in de media en legt zich toe op het maken van documentaires. Ze werkte onder meer voor de KRO, VRT, BNN, Al Jazeera en HUMAN. In 2006 verkocht ze haar documentaire Couscous & Cola voor BNN aan Al Jazeera; het was voor het eerst dat een Nederlands programma aan de Arabische televisiezender werd verkocht. Ze is docent bij de master Non Linear Narrative aan de Koninklijke Academie van Beeldende Kunsten (KABK) in Den Haag.
Nevejan was getrouwd met architect Rein Jansma (1959-2023) en kreeg met hem drie kinderen. Dochter Noa Jansma won in 2018 een Gouden Kalf in de categorie Beste interactive.

## Filmografie (selectie)
Als actrice
- 1985 - Ornithopter
- 1991 - 12 steden, 13 ongelukken (een aflevering, tv)
- 1993 - De weg naar school (een aflevering, tv)
- 1997 - Broos[4]

Als regisseur
- 2000 - 14 en 1 staties (vijftien afleveringen), KRO, VRT, Finland
- 2001 - Come with me in the Void (30 min.), VRT, KRO
- 2001 - Esperanza Divina (video, 90 min.)
- 2002 - Precies zoals het hoort (30 min.), AIDS-congres Barcelona
- 2003 - Virtuele vaderlanden (50 min. documentaire), Viewpoint
- 2004 - Couscous & Cola naar Amerika (acht afleveringen), BNN
- 2004 - Dubbelportret (korte documentaire), BNN
- 2006 - Jongeren en het nieuws, FunX/BNN
- 2007 - Couscous & Cola naar Afrika (negen afleveringen), BNN
- 2008 - Couscous Global-website (265 minifilmpjes)
- 2009 - Theo van Gogh? Die is dood (59 min.), Column/HUMAN[5]
- 2009 - De andere Soedan (Museumpiece Leiden)
- 2009 - Sophie en Saar (15 min.), officiële inzending voor het IDFA
- 2011 - De Prik en Het Meisje (58 min.), Viewpoint/HUMAN/IDTV; ook bekend als "Er was eens een vaccinatie"; officiële selectie Nederlands Film Festival 2011
- 2011 - De inboorling, Gezichtspunt/Leesmij
- 2012 - Het Nationale Canta Ballet (vierdelige tv-serie en een live-registratie), Viewpoint/NTR[6]
- 2014 - Je zal het maar zijn, BNN
- 2015 - The Magic Carpet (kunstproject)
- 2015 - Wij zitten vast (tv-serie, acht afleveringen van 40 min.), BNN
- 2015 - Harry, Tiny en Sonja (kunstproject, 58 min.), 	Cerutti Film/HUMAN
- 2019 - Ik ben er even niet / Are You There? (transmediaproductie, 92 min./58 min.), Cerutti Film/VPRO[7][8]
- 2021 - Descending the Mountain (50 min. documentaire), MNP[9][10][11]

## Waardering
Toen Couscous & Cola in 2005 de Zilveren Zebra in ontvangst mocht nemen, zei de jury "Hele spannende televisie. Prachtige verhalen. Soms schrijnend. Zet de doelgroep aan het denken. Een moderne roadmovie. Flitsende beelden, snelle montages."
Toen Ik ben er even niet in 2019 tijdens het InScience International Film Festival de Vakjury award voor de beste documentaire won, luidde het juryrapport:

"An innovative and original film in its composition and visualisation. Giving insight in the brains of people with absences, it reveals a mental world unknown to most of us. It is surprising and food for contemplation about this hidden "inner" world. The film itself is a researchproject. Scientifically stimulating and, although it takes the personal experience of the maker as a starting point, transcends successfully the traditional ego film. A beautiful project that combines science, art and film."

### Nominaties en prijzen
- 1997 - Winnaar Gouden Kalf voor Beste actrice op het Nederlands Film Festival voor Broos[12]
- 2001 - 14 en 1 staties genomineerd voor 'Beste film' op het filmfestival van Trente
- 2005 - Winnaar Zilveren Zebra, beste mediaproductie 2005 voor Couscous & Cola
- 2005 - Genomineerd voor Gouden Roos bij de Rose d'Or Competitie , 'Social Awareness Award' voor Couscous & Cola
- 2008 - Genomineerd voor een Emmy Award voor Couscous & Cola naar Afrika, Verenigde Staten
- 2012 - Het Nationale Canta Ballet genomineerd voor de Dans Publieksprijs
- 2013 - Genomineerd voor de Buurtalliantieprijs
- 2019 - Genomineerd voor Gouden Kalf en Grand Écran voor Ik ben er even niet, Parijs, Frankrijk
- 2019 - Winnaar  InScience Film Festival, 'Vakjury award Beste documentaire' voor Ik ben er even niet, Eindhoven
- 2020 - Winnaar Beste lange documentaire Ik ben er even niet, Film at the Sea, Vlissingen
- 2020 - Winnaar Dutch Directors Guild Interactive Award, met Niki Smit, voor In mijn afwezigheid, Utrecht
- 2022 Genomineerd voor de Homeland Earth Award, Silbersalz Science Filmfestival, Halle, Duitsland
- 2023 - Winnaar Award of Excellence Impactdocs voor Descending the Mountain, Verenigde Staten

- International Standard Name Identifier: 0000 0003 9351 9081
- Nederlandse Thesaurus van Auteursnamen: 324230664
- Parlement.com: virtcap431zl
- Virtual International Authority File: 287815252
- WorldCat: E39PBJfrPFkcKHg47rCgt4MpT3